# Österreichische Eishockey-Meisterschaft 1925/26
Die Saison 1925/26 war die 4. Austragung der österreichischen Eishockey-Meisterschaft, die vom ÖEHV organisiert wurde. Die Österreichische Meisterschaft gewann der Wiener Eislauf-Verein.

## Modus
Der Austragungsmodus für die Saison 1925/26 wurde als Wiener System bezeichnet und sah eine gemeinsame Spielklasse aller Teilnehmer vor, die insgesamt vier Hauptrunden und drei Zwischenrunden ausspielten.
Die einzelnen Begegnungen der Hauptrunden wurden ausgelost, anschließend folgte jeweils eine Zwischen- oder Ausscheidungsrunde mit den Verlierern der Hauptrunde sowie spielfreien Mannschaften. Die Verlierer der Zwischenrunden schieden aus dem Spielbetrieb aus. Die letzten vier verbliebenen Mannschaften spielten anschließend die vierte Hauptrunde (als Einfachrunde) um den Meistertitel aus.
Je nach Platzierung innerhalb der Meisterschaft des Vorjahrs erhielten die ersten sechs Mannschaften dieser Freilose für die erste respektive zweite Runde, so dass beispielsweise die erste Mannschaft des Wiener Eislauf-Verein als amtierender Meister erst in der dritten Runde in den Spielbetrieb einstieg.

## Teilnehmer
- Wiener Eislauf-Verein A
- Wiener Eislauf-Verein B
- Verein für Bewegungsspiele (VfB Wien)
- Wiener AC
- Cottage EV A
- Cottage EV B
- Österreichische Lehrer-Sportvereinigung
- Floridsdorfer AC
- Sportklub Hertha
- Wiener Hockey Verein
- Stockerauer EV
- Sportvereinigung Korneuburg
- Pötzleinsdorfer Sport Klub A
- Pötzleinsdorfer Sport Klub B
- Wiener Bewegungssport-Club

## Ergebnisse

### 1. Hauptrunde
Teilnehmer: Alle außer WEV A, CEV A, PSK A und WAC. Die Spiele waren für den Zeitraum 5. bis 20. Dezember angesetzt.
- 13./20. Dezember 1925: Floridsdorfer AC – Sportklub Hertha 4:8 n. V. (2:3, 4:4); Verlängerung (2 mal 10 Minuten) wurde wegen schlechten Eises erst am 20. Dezember ausgetragen
- 16. Dezember 1925 (Engelmann-Platz): Pötzleinsdorfer SK B – Wiener Hockeyverein 3:2 (2:0)
- 20. Dezember 1925 (Stockerau): Stockerauer EV – Wiener Bewegungssport-Club 7:1 (3:1)
- Österreichische Lehrersportvereinigung – Sportvereinigung Korneuburg (geplant für 18. Dezember 1925, Korneuburg trat nicht zum Spiel an und wurde ausgeschlossen)
- 23. Dezember 1925 (WEV-Platz): VfB Wien – Cottage EV B 8:0 (3:0)
- spielfrei: Wiener EV B

### 1. Zwischenrunde
Teilnehmer: fünf Verlierer der ersten Runde und WEV B als spielfreie Mannschaft. Die Spiele waren für den Zeitraum bis zum 23. Dezember angesetzt.
- 27. Dezember 1925 (WEV-Platz): Cottage EV B – Wiener EV B 1:10 (1:5)
- 7. Januar 1926: Wiener Hockeyverein – Wiener Bewegungssport-Club 7:0 (3:0)[5]
- Floridsdorfer AC (kampflos, da Sportvereinigung Korneuburg ausgeschlossen wurde)

### 2. Hauptrunde
Zehn Teilnehmer: Fünf Sieger 1. Hauptrunde, drei Sieger 1. Zwischenrunde, gesetzt waren der 3. und 4. des Vorjahres: Pötzleinsdorfer SK A und Wiener AC.
- 5. Jänner 1926 (WEV-Platz): Stockerauer EV – Wiener EV B 0:4 (0:3)
- 14. Jänner 1926 (Lehrer-Platz):[7] Öst. Lehrersportvereinigung – Wiener AC 0:3 (0:1)
- 17. Jänner 1926 (Hertha-Platz): Sportklub Hertha – VfB Wien 0:7 (0:3)[8]
- 17. Jänner 1926 (Rag-Platz): Floridsdorfer AC – Pötzleinsdorfer SK B 1:3 (1:2)[8]
- Pötzleinsdorfer SK A – Wiener Hockeyverein (geplant für 22. Jänner, PSK trat nicht an; geplant für 27. Jänner, Spiel abgesagt; PSK A zog Anfang Februar zurück[9])

### 2. Zwischenrunde
Teilnehmer: drei Verlierer der 2. Hauptrunde (FAC hatte zweites Spiel verloren, PSK A hatte zurückgezogen)
- 20. Jänner 1926 20 Uhr (Stockerauer Platz):[10] Stockerauer EV –  Sportklub Hertha 4:0[11]
- Freilos: Öst. Lehrersportvereinigung

### 3. Hauptrunde
Neun Teilnehmer: fünf Sieger der 2. Hauptrunde (WEV B, WAC, VfB, PSK B, WHV), zwei Sieger der 2. Zwischenrunde (SEV, ÖLSV), gesetzt waren die ersten beiden des Vorjahres: Wiener EV A und Cottage EV A.
- 28. Jänner 1926 20:30 Uhr (Cottage-Platz):[12] Cottage EV A – Wiener EV B (Ergebnis nicht bekannt)
- 31. Jänner 1926: Stockerauer EV – Wiener EV A[13] 1:12 (1:7)[14]
- 11. Februar 1926: Pötzleinsdorfer SK B – Wiener AC 5:0 (gewertet für WAC)

Die B-Mannschaft des PSK wurde ausgeschlossen, nachdem sie den ursprünglichen Termin (24. Jänner) für das Spiel gegen den WAC nicht wahrgenommen hatte und zum Spiel am 11. Februar teilweise mit Spielern der A-Mannschaft angetreten war.
- 12. Februar 1926 21 Uhr (WEV-Platz):[16] VfB Wien – Wiener Hockeyverein (Ergebnis nicht bekannt, eventuell nicht gespielt, WHV ausgeschieden)
- Freilos: Öst. Lehrersportvereinigung

### 4. Hauptrunde
Sechs Teilnehmer: WEV A, WEV B, CEV A, WAC, ÖLSV, VfB
- 19. Februar 1926 (WEV-Platz): Wiener Eislauf-Verein A – Öst. Lehrersportvereinigung 9:0 (3:0)
- 20. Februar 1926 21 Uhr:[18] VfB Wien – Wiener AC (?)
- 21. Februar 1926 14:30 Uhr:[19] Cottage EV A – Wiener Eislauf-Verein A 1:3 (1:2)[20]

### Meisterrunde
Die Spiele fanden alle auf Kunsteis auf dem WEV-Platz statt.
- 24. Februar 1926:[21] Wiener AC – Wiener Eislauf-Verein B 0:6 (0:3)[22]
- 26. Februar 1926: VfB Wien – Wiener Eislauf-Verein B 0:2 (0:0)
- 27. Februar 1926:[23] Wiener Eislauf-Verein A – Wiener AC 13:0 (6:0)[24]
- 28. Februar 1926:[23] Wiener Eislauf-Verein A – Wiener Eislauf-Verein B 3:1[24]
- 1. oder 2. März 1926: VfB Wien – Wiener AC 5:1 (2:1)[25]
- 2. März 1926:[26] Wiener Eislauf-Verein A – VfB Wien 13:1 (6:1)[27]

#### Endstand
1. Wiener Eislauf-Verein A
2. Wiener Eislauf-Verein B
3. VfB Wien
4. Wiener AC[28]